# تريجوريا
تريجوريا هي حي من أحياء روما ، الحي معروف بأنه موطن مركز فولفيو برنارديني الرياضي، وملعب تدريب نادي روما، لاستضافة مباريات شباب نادي روما، ومقر جامعة حرم روما للطب الحيوي.

## الجغرافيا
تقع في المنطقة الجنوبية من البلدية، على بعد 12 كيلومترًا من طريق لورنتينا.

## التاريخ
نشأ أصل اسم تريجوريا من الكلمة اللاتينية "tres gores" (ثلاثة أنهار) أو ربما من مكان مقدس قديم في المنطقة يحمل الاسم اليوناني "tricore" (مباني بثلاثة أنوية)، أو من اليونانية Τρι -οδια (تريفيوم).

## روابط خارجية
- "Municipio Roma IX". مؤرشف من الأصل في 2021-05-15.
- "Piano particolareggiato di Zona "O" n. 46 - "Selcetta - Trigoria"". مؤرشف من الأصل في 2021-07-09.